# Ванспейбраук, Питер
Питер Ванспейбраук (нидерл. Pieter Vanspeybrouck; род. 10 февраля 1987 в Тилте, Бельгия) — бельгийский профессиональный шоссейный велогонщик, выступающий за проконтинентальную команду «Intermarché-Wanty-Gobert Matériaux».

## Достижения
2006
Чемпионат Бельгии
3-й  Групповая гонка U23
3-й Париж — Рубе U23
2007
1-й Этап 4 Тур Льежа
3-й Круг Валлонии
3-й Каттекурс
5-й Вламсе Пейл
10-й Антверпсе Хавенпейл
2008
3-й Вламсе Пейл
2009
9-й Гран-при Триберг-Шварцвальда
10-й Тур Бохума
2010
6-й Классика Арнем — Венендал
7-й Тур Груне Харта
2011
1-й Тур Бохума
6-й Халле — Ингойгем
2012
7-й Нокере Курсе
2013
4-й Гран-при Зоттегема
7-й Классика Шатору
10-й Гран-при Марсельезы
2014
5-й Де Кюстпейл
2015
10-й Халле — Ингойгем
2016
1-й Омлоп Мандел-Лейе-Схелде
4-й Эшборн — Франкфурт
6-й Тур Люксембурга
6-й Классика Брюсселя
6-й Классика Атлантической Луары
6-й Дорпеномлоп Рюкфен
7-й Тур Бельгии
7-й Шоле — Земли Луары
9-й Тур Кёльна

## Статистика выступлений

### Гранд-туры
| Гонка           | 2017 |
| --------------- | ---- |
| Джиро д'Италия  | —    |
| Тур де Франс    | 100  |
| Вуэльта Испании | —    |

| — | Не участвовал |